# Esfendadates (governador)
Esfendadates foi um aristocrata iraniano da Casa de Ispabudã, que foi governante da província sassânida de Azerbaijão. Era filho do poderoso general sassânida Farruquezade, que era irmão de Rustã Farruquezade e filho de Farruque Hormisda, também chamado Hormisda V (r. 630–631).

## Nome
O antropônimo Isfandyadh (em árabe) se liga ao parta *Spandadāt(a-) e Spanddātak [spndtk], o iraniano antigo *Spanta-dāta-, o avéstico Spəṇtā- [Armaiti-/Mainiiu-] e Spəntōdāta-, o persa médio Spanddād, o persa novo Isfandiar (Isfandyār) do Xanamé, o báctrio Ασπανδολαδο (Aspandolado), o sodiano Espandat, o aramaico Spntdt, o grego Σφενδαδάτης (Sfendadates) e o armênio Spandarat.

## Vida
Esfendadates aparece pela primeira vez em 642/643, quando é citado como príncipe do Azerbaijão. Como chefe de um grande exército, junto com Muta e Basterotes II lutou os árabes muçulmanos em Uaje Rude, uma vila em Hamadã. Contudo, eles foram derrotados. Alguns anos depois, em 651, os árabes invadiram a Azerbaijão, os domínios de Esfendadates e seu irmão Barã. Esfendadates novamente organizou-se contra os árabes, onde uma batalha foi travada. Ele foi, contudo, novamente derrotado e desta vez capturado.
Enquanto em cativeiro, Esfendadates contou ao general árabe Bucair ibne Abedalá que se quisesse conquistar o Azerbaijão fácil e pacificamente, deveria fazer a paz com ele. Segundo Balami, Esfendadates é conhecido por ter dito: "Se você me matar todo o Azerbaijão se erguerá em vingança ao meu sangue, e guerreará contra você." O general aceitou o conselho de Esfendadates e fez a paz. Porém, Barã, irmão do cativo, se recusou a se submeter e manteve resistência. Foi rapidamente derrotado e forçado a fugir do Azerbaijão.